# 영국 개혁당
개혁 영국(Reform UK)은 영국의 우익 포퓰리즘 정당이다. 2018년 11월 노딜 브렉시트의 지지정당을 천명하며 브렉시트당(Brexit Party)이란 이름으로 창당되었으며, 이듬해 2019년 영국 유럽의회 선거에서는 승리하였으나 2019년 영국 총선에서는 1석도 얻지 못했다. 이후 영국은 2020년 1월 유럽연합 (EU)을 탈퇴하였다. 1년 후인 2021년 1월 브렉시트당은 '개혁 영국'로 당명을 변경하였으며, 코로나19 유행 기간 동안 추가 봉쇄조치 반대 운동에 나섰다. 2022년부터는 순 이민자 규모를 줄이고, 저세율 정책을 지지하며, 정부의 순제로 에너지 정책에 반대하는 등 보다 넓은 현안과 관련하여 정치운동을 벌였다.
나이절 패라지 대표는 2010년대 초 우익 포퓰리즘 성향이자 유럽회의주의 정당인 영국독립당의 전 대표로서, 영국독립당의 브렉시트 운동으로 성사된 2016년 브렉시트 국민투표 이후 실질 협상 과정에서 당대표로 취임하며 일선 정계에 복귀하였다. 브렉시트당은 2019년 5월 유럽 의회 선거에서 29석을 얻었으며, 이는 제9차 유럽 의회의 단일 정당 가운데 최다 의석수에 해당되었다.
이후 브렉시트당은 별다른 제한조건 없이 깔끔하게 유럽연합에서 탈퇴하는 노딜 브렉시트를 지지하는 운동을 벌였으며 이 과정에서 집권여당인 보수당에서 앤 위드컴이나 아눈지아타 리스모그 등의 정치인들이 탈당 후 입당하여 주목을 끌었다. 같은해 보리스 존슨이 보수당 대표로 당선되어 영국 총리가 되자, 패라지 대표는 2019년 총선에서 선거연대를 제안하였으나 보리스 총리는 이를 거부하였다. 그러나 브렉시트당 측은 현직 보수당 의원들이 출마하는 지역구에 후보를 내지 않는다는 일방적 단일화를 하기로 결정하였다.
2020년 5월, 영국의 유럽연합 탈퇴가 실현되자 브렉시트당은 영국의 민주주의 체제를 개혁하는 것에 중점을 두고 브렉시트당(Brexit Party)에서 개혁당(Reform Party)으로 당명을 바꾸는 방안이 논의되었다. 2020년 영국에서 코로나19 대유행이 시작되자 보수당 정부는 일련의 전국적인 봉쇄조치에 나섰다. 그해 연말 패라지 대표는 당명을 '개혁 영국'로 변경하고 봉쇄조치 반대 운동에 집중했다. 이듬해 2021년 3월 나이절 패라지가 대표직에서 물러나면서 리처드 티스가 후임 대표로 나섰다. 2024년 3월, 지난 총선에서 보수당 의원으로 당선됐던 리 앤더슨 의원이 개혁 영국에 입당하면서 당 역사상 최초이자 유일한 국회의원이 되었으며 동시에 개혁 영국의 원내 입성에도 성공하였다. 2024년 6월 3일 리처드 티스 대표는 나이절 패라지가 차기 당대표로 취임할 것이며 본인은 의장직을 역임하겠다고 밝혔다.

## 이념
영국 독립당의 우경화에 반대해 창당된 정당인 만큼 인종차별주의나 신나치주의 등 극우사상에는 반대하나, 신자유주의 경제 체제와 유럽 회의주의적 시각은 어느정도 존재하기 때문에 언론들은 주로 이 당을 우익이라고 표기하고는 한다. 나이절 패라지 본인은 이 당을 좌우로 나누기 보다는 브렉시트를 위한 합리적 포괄 정당이라고 불러주는 것을 선호한다. 히 버르호프스타트의 브렉시트 협상안에 반대하며, 테레사 메이의 온건적 대응 또한 비판한다. 강경 유럽회의주의 정당으로 EU 자체의 해산을 요구한다.

## 사건사고
2019년 5월 19일, 뉴캐슬에서 유럽연합 의회 선거 관련해 브렉시트 당의 유세를 하고 있는 대표 나이절 패라지가 그의 정치적 반대자에 의해 밀크셰이크를 투척당한 일이 있었다. 이러한 밀크셰이킹(Milkshaking)은 2019년 5월 유행한 것으로 영국 독립당과 브렉시트당 의원들이 주요 타겟이 되고 있다.

## 소속 의원

### 영국 의회
개혁 영국의 영국 하원 선거 당선 이력은 전무하다. 다만 2019년 영국 총선에서 보수당 의원으로 당선된 리 앤더슨이 2024년 3월 개혁 영국에 입당하여 첫 국회의원을 두게 되었다.

### 유럽 의회
2019년 2월 제러드 배튼 대표 체제에 반대하여 영국독립당을 탈당한 유럽의회 의원 9인이 브렉시트당에 합류하였으며, 2019년 4월 중순에는 그 수가 14인으로 늘어났다. 이들 모두 유럽의회 내 정당연합인 자유와 직접민주주의 유럽 (EFDD) 소속 의원이었다.

## 역대 지도부
| 대수 | 역대 대표         | 직함   | 임기                              |
| ---- | ----------------- | ------ | --------------------------------- |
| 1    | 캐서린 블레이크록 | 당대표 | 2019년 1월 20일 ~ 2019년 3월 22일 |
| 2    | 나이절 패라지     | 당대표 | 2019년 3월 22일 ~ 2021년 3월 6일  |
| 3    | 리처드 타이스     | 당대표 | 2021년 3월 6일 ~ 2024년 6월 3일   |
| 4    | 나이절 패라지     | 당대표 | 2024년 6월 3일 ~                  |

### 유럽의회 선거
| 년도   | 득표수         | 득표율 | 의석 수 | +/–  | 대표          |
| ------ | -------------- | ------ | ------- | ---- | ------------- |
| 2019년 | 6,089,853 (#1) | 30.52  | 29 / 73 | 보합 | 나이절 패라지 |

### 영국 총선
| 년도   | 득표수    | 득표율 | 의석 수 | +/–  | 대표          |
| ------ | --------- | ------ | ------- | ---- | ------------- |
| 2019년 | 644,257표 | 2.01   | 0 / 650 | 보합 | 나이절 패라지 |
| 2024년 | ?표       | ?      | 0 / 650 | 보합 | 나이절 패라지 |